# Burundi
Burundi (officielt Republikken Burundi) er et land i det centrale Afrika. Det grænser op til Rwanda mod nord, Tanzania mod syd og øst og Den Demokratiske Republik Congo mod vest. Ligesom nabolandet Rwanda, har landet haft mange stridigheder mellem befolkningsgrupperne hutu og tutsi; Burundi fik dog ikke nær så meget opmærksomhed som Rwanda i medierne. Stridighederne resulterede i en blodig borgerkrig, der varede fra 1993 til 2003.

## Historie
Hutuerne kom som det første folk til landet. Mellem 1300 og 1600 indvandrede tutsierne også. Tutsierne fik magten, da de rent fysisk er højere og stærkere end hutuerne på trods af at tutsierne var i undertal. Man lavede et kongedømme med tutsier som de ledende. Denne magtfordeling har forårsaget problemer og borgerkrige selv op i vor tid. I 1899 blev Burundi en tysk koloni. Den sene kolonisering skyldes, at landet ligger langt inde på kontinentet. I 1916 overtog Belgien kolonien, som følge af Tysklands nederlag i 1. verdenskrig. I 1962 blev Burundi et selvstændigt land. Kongen, som var tutsi, blev styrtet i 1966, men det lykkedes tutsierne at holde på magten og de dannede en republik. Problemerne mellem de to etniske grupper blev værre. I 1972 skete en voldsom massakre og op mod 80.000–100.000 hutuer blev dræbt, mens mange blev drevet på flugt. Tutsien Jean-Baptiste Bagaza overtog magten i 1976 og lovede at undertrykkelsen af hutuerne ville ophøre. Han lavede bl.a. jordreformer, men de slog ikke særlig godt igennem. Bagaza og hans parti gjorde styret til et etpartistat i 1981. Tutsierne besad stadig jorden og et oprør af hutuerne blev i 1988 voldsomt slået ned af hæren med mange tusinder hutuer til følge. I 2006 viser en undersøgelse at Burundi er verdens ulykkeligste land.
Nye takter begyndte i juni 1993 da det første frie valg så dagens lys. Hutuen Melchior Ndadaye blev præsident, men tutsierne havde stadig magten over hæren. Allerede i oktober 1993 afsatte og dræbte militæret præsidenten. Vrede tilhængere af Ndadaye begyndte at dræbe medlemmer af det tutsi-styrede parti. En ny hutupræsident blev valgt, men da han og Rwandas præsident sad i fly på vej hjem fra fredsforhandlinger i Tanzania, blev de skudt ned. Det førte til regulær borgerkrig. Flere forsøg på at skabe fred med statskup slog fejl. I 2000 indgik de fleste stridende parter fredsaftaler. Det første rigtige valg blev holdt i 2005 og en hutu, Pierre Nkurunziza, vandt. I 2006 ophævede man undtagelsestilstanden som havde stået på siden 1993, og dermed var der officielt fred.

## Politik
Burundi er en republik. Hutuen Pierre Nkurunziza var præsident fra 2005 til juni 2020 hvor han døde. Han er en af lederne af det største oprørsparti, CNDD/FDD. Han lovede at kæmpe mod korruption og ville give landet et nyt image. Med 91,5 % af stemmerne fra parlamentsmedlemmerne havde Nkurunzia en stor opbakning.
Nkurunziza meddelte allerede i 2018 at han ikke ville genopstille ved præsidentvalget i 2020. Han støttede i stedet Évariste Ndayishimiye som vandt valget i maj 2020 med 68 % procent af stemmerne. Det var dog ikke alle som mente at valget var gået retfærdigt til. Da Nkurunziza uventet døde 8. juni 2020 blev Ndayishimiyes indsættelse i præsidentembedet fremskyndet.
De største politiske opgaver er at opbygge samfundet igen. Militær- og politireformer skal indføres, for at forhindre en gruppe har kontrol over det igen. Man skal have ro igen mellem de to grupper, hutuer og tutsier. Især i Tanzania men også i andre lande befinder tusindvis af flygtninge fra Burundi. De bor i lejre og skal lige så stille sendes tilbage til Burundi.

## Administrativ inddeling
Landet er opdelt i 17 mindre provinser. Af de 17 provinser er der i alt 117 kommuner. Provinserne hedder:
| - Bubanza - Bujumbura Mairie - Bujumbura Rural - Bururi - Cankuzo - Cibitoke - Gitega - Karuzi - Kayanza | - Kirundo - Makamba - Muramvya - Muyinga - Mwaro - Ngozi - Rutana - Ruyigi |

## Geografi
Burundi er et bjergrigt land, hvis landskab præges af Great Rift Valley, en stor højslette. Det højeste bjerg, Mont Heha, er 2760 meter højt. Den østlige del udgøres af savanne. Det meste af jorden er dog opdyrket. Landet har ingen adgang til havet, men det ligger ved Tanganyikasøen.

## Økonomi
Burundi er et fattigt, dybt forgældet land. Burundi har i flere år været en af aftagerne til Danmarks udviklingsbistand. Økonomien har lidt meget under alle konflikterne, men ser nu ud til at blive bedre. Det skyldes den mere stabile regering. Man har lavet økonomiske reformer, som Verdensbanken ser opmuntrende på. Landet har ikke været inde omkring gældsfritagelse i G8, selvom landet er stærkt forgældet. Den offentlige gæld løber op på 1.118,7 mio. $.
Økonomien er i høj grad baseret på landbrug, som beskæftiger 90 % af befolkningen. Landbrugene er meget små og de fleste producerer kun til selvforsyning. Den vigtigste eksportvare er kaffe og te. Landbruget har problemer med klimaet, som ødelagde 50 % af høsten i januar 2007. De mange mennesker i det lille land, har fået landbruget til at udvide sig, hvilket går ud over skovene. Man kan diskutere hvorvidt skovdøden ligger til grunds for klimaforværringerne og dermed landbrugets fejlslående høster. Råstoffer findes ikke i nogle betydelige mængder og de sekundære erhverv ej de tertiære erhverv er udviklede.

## Demografi
Burundi udgøres af 85 % hutuer, 14 % tutsier og 1 % twa. I få lande er raceproblemerne set større end Burundi og Rwanda. Tutsierne er store, høje og slanke. Hutuerne er mindre og lavere. Oprindeligt holdt tutsierne kvæg, mens hutuerne havde agerbrug. Størstedelen af befolkningen bor på landet. I den største by, Bujumbura, bor der også kun 400 000 mennesker. Samtidig er Burundi det fastland i Afrika med næststørst befolkningstæthed (Rwanda har større).
Størstedelen af befolkningen er kristent. 65% er katolikker, 14 % protestanter og 19 % tror på naturreligioner. På trods af de store religiøse forskelle har Burundis etniske forskelle været grunden til størstedelen af landets uroligheder mellem befolkningsgrupperne.
Krig og dårligt sundhedsvæsen (1 læge for 100 000 indbyggere (2004)) har resulteret i en af de laveste middellevealdre i verden: 40 år for mænd og 41 år for kvinder. 6,0 % af befolkningen er smittet af AIDS. Kun 78% af befolkningen har adgang til rent drikkevand. Derfor har Burundi nogle af de dårligste levevilkår i verden, og landet har fået en HDI-værdi på 0,413 (07/08). Det betyder, at landet ligger på 167.-pladsen ud af 177.